# Tutufa
Genre
Tutufa est un genre de mollusques de la classe des gastéropodes, de la famille des Bursidae.

## Liste d'espèces
Selon World Register of Marine Species (1er février 2024) :

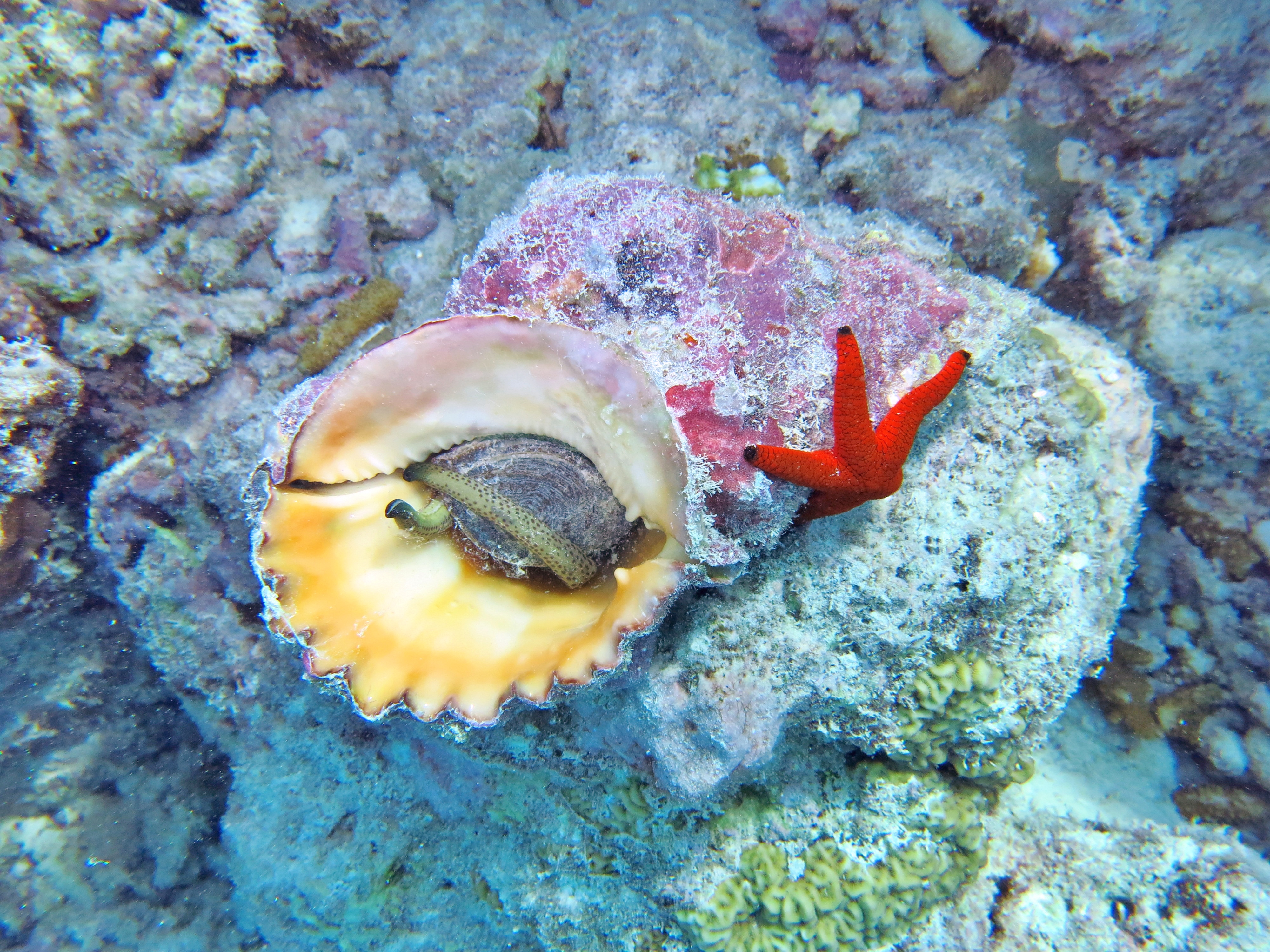
Cette Tutufa bubo est en train de consommer une étoile Linckia multifora, pendant qu'une Fromia indica imprudente escalade sa coquille (Maldives).

- Tutufa bardeyi (Jousseaume, 1881) -- nord-ouest de l'Océan Indien
- Tutufa boholica Beu, 1987 -- Philippines
- Tutufa bubo (Linnaeus, 1758) -- Indo-Pacifique tropical
- Tutufa bufo (Röding, 1798) -- Indo-Pacifique tropical
- Tutufa hitoshiikedai Thach, 2023
- Tutufa kevini Thach, 2023
- Tutufa lucsegersi Thach, 2023
- Tutufa nigrita Mühlhäusser & Blöcher, 1979 -- Océan Indien occidental
- Tutufa oyamai (Habe, 1973) -- de la mer d'Andaman aux îles Fidji
- Tutufa robusta T. Cossignani, 2009
- Tutufa rubeta (Linnaeus, 1758) -- Pacifique ouest
- Tutufa tenuigranosa (E. A. Smith, 1914) -- Indo-Pacifique tropical
- Tutufa truongi Thach, 2023

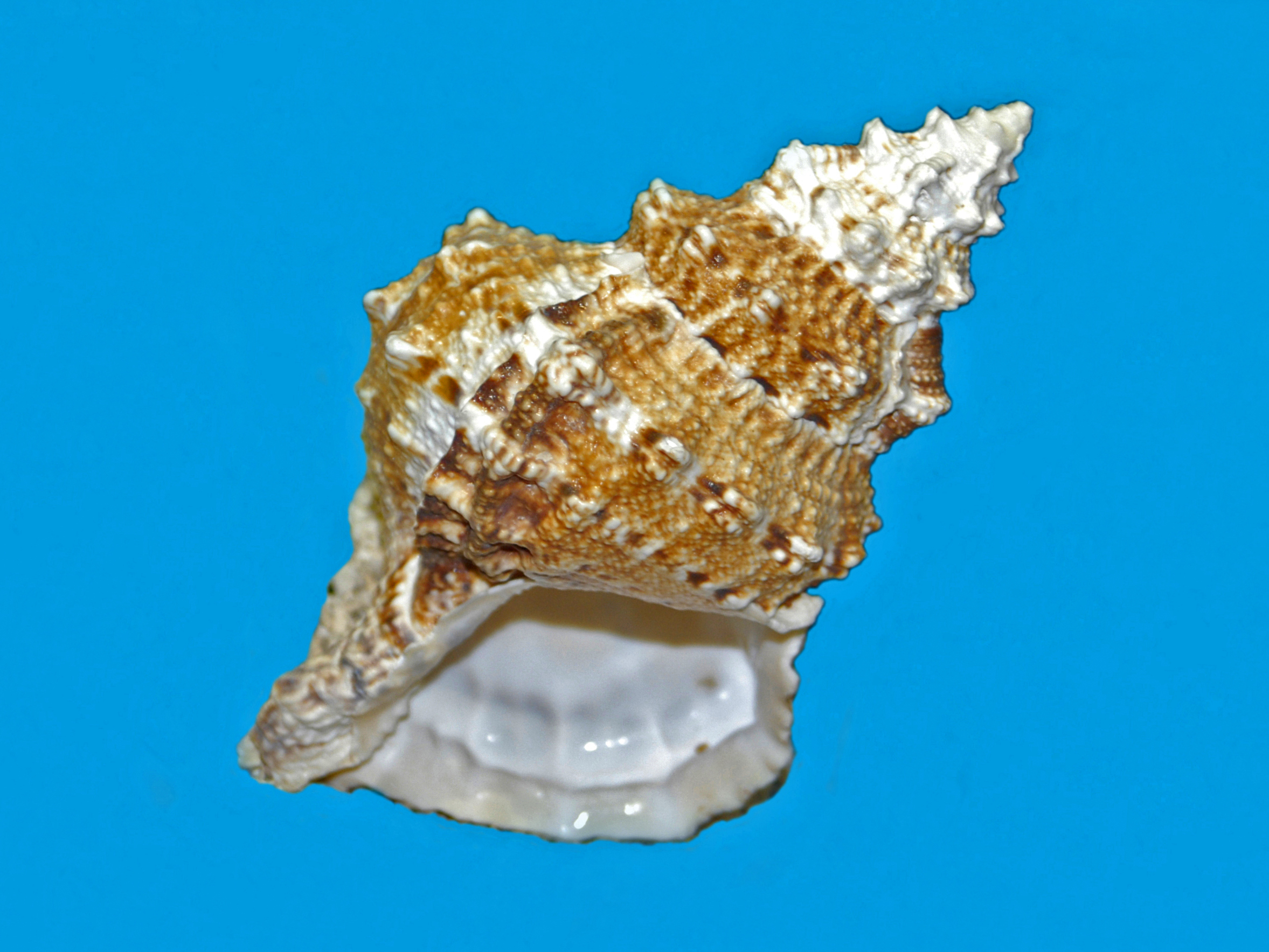
Tutufa bardeyi
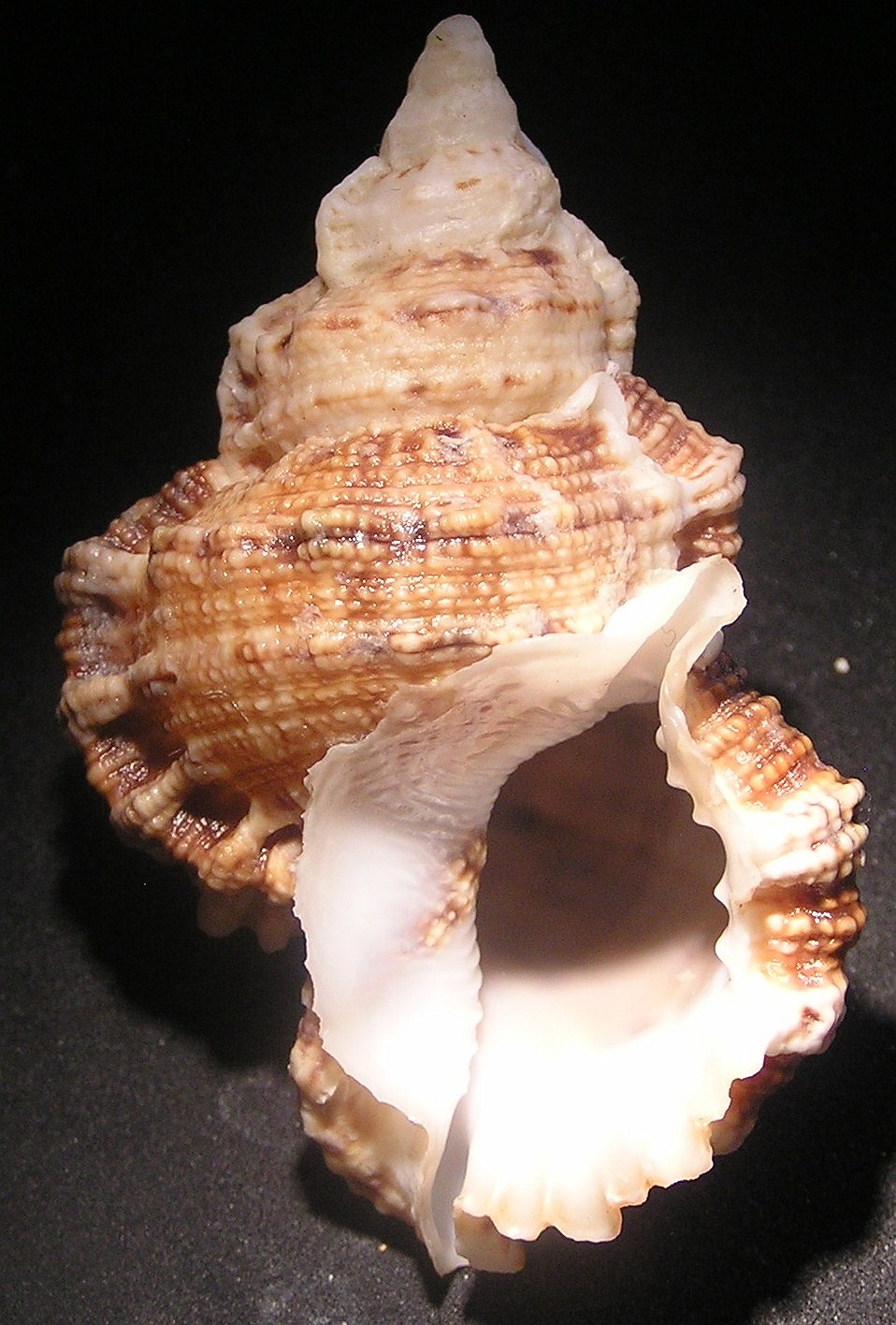
Tutufa boholica
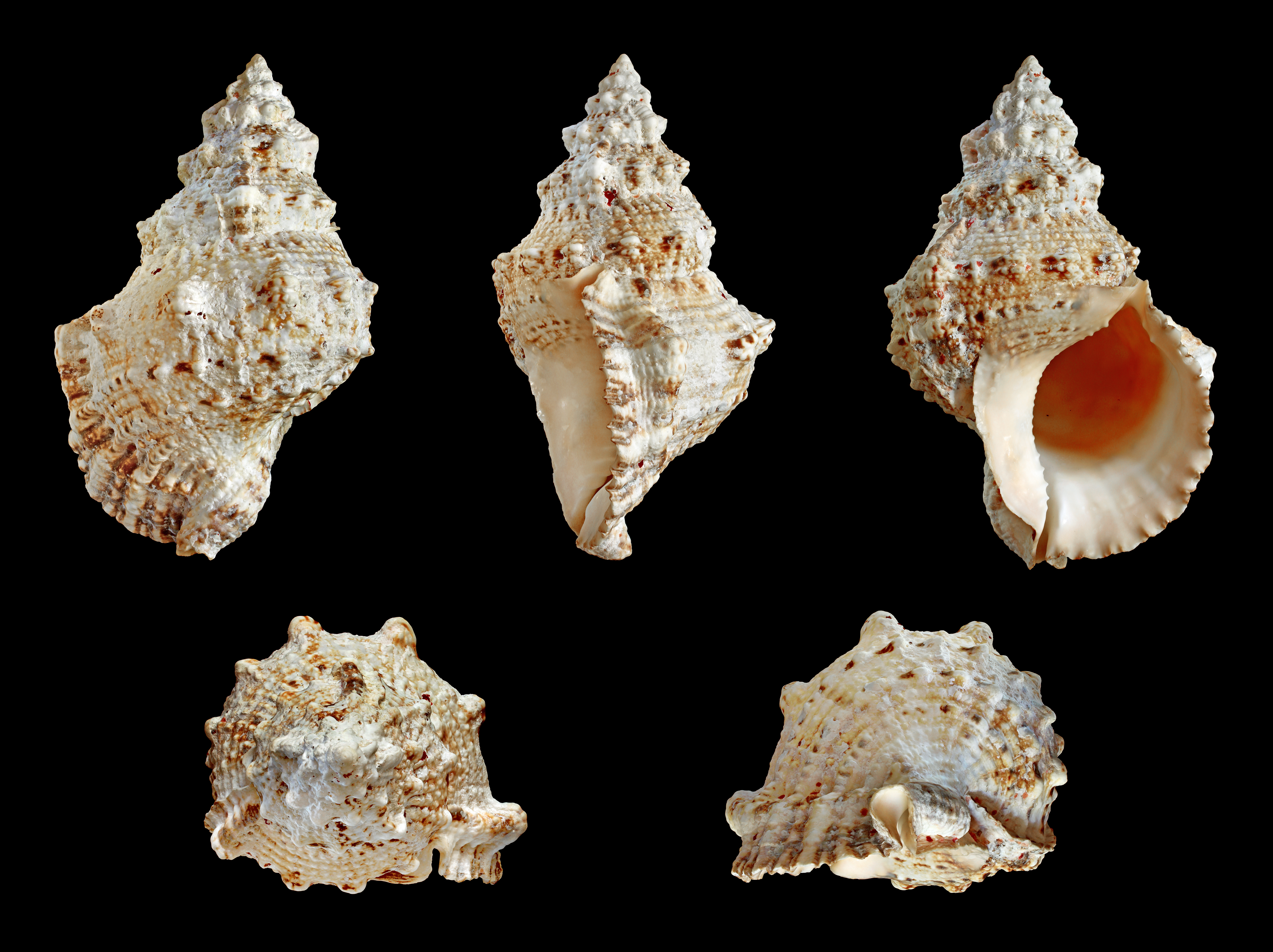
Tutufa bubo
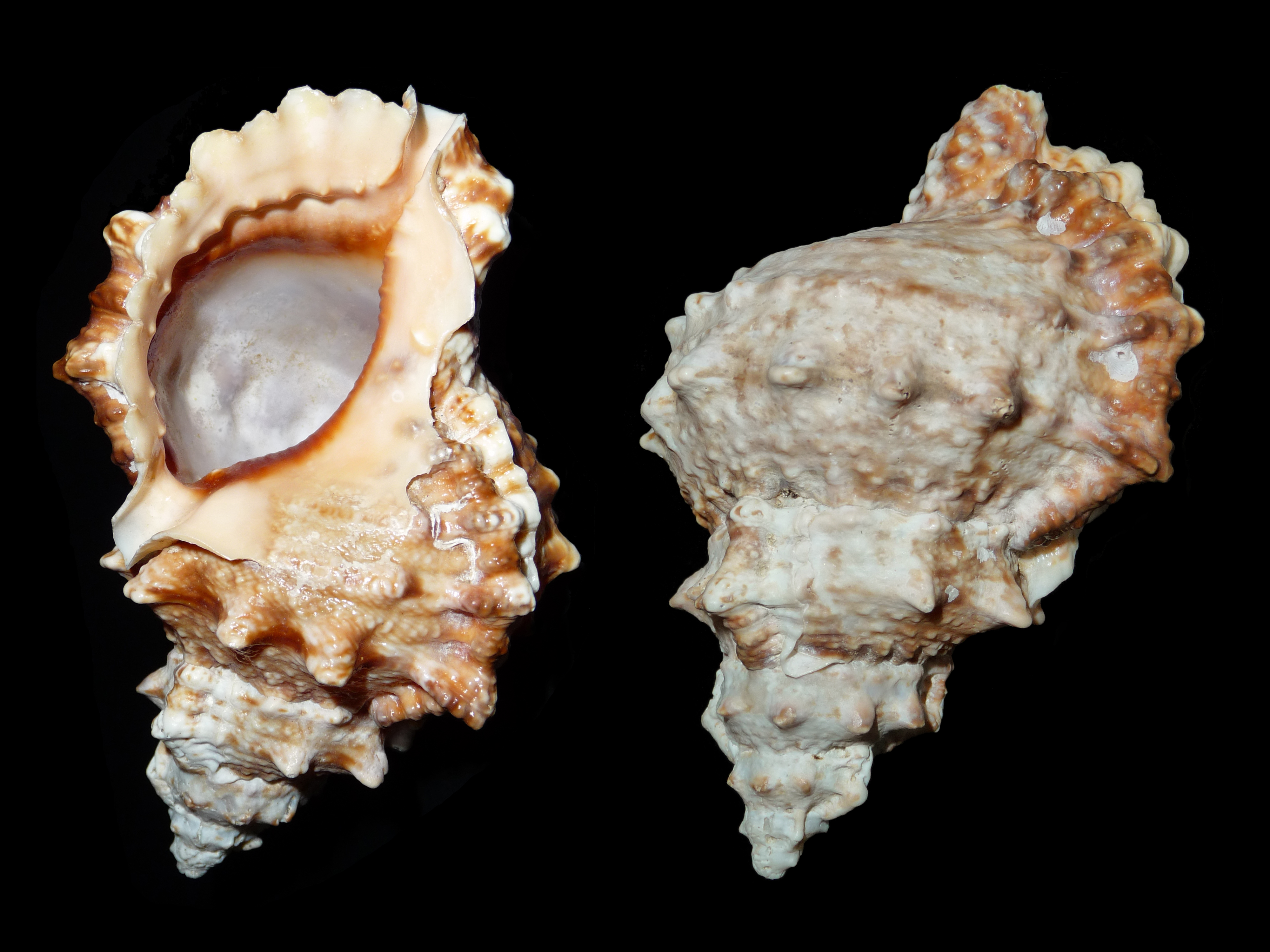
Tutufa bufo
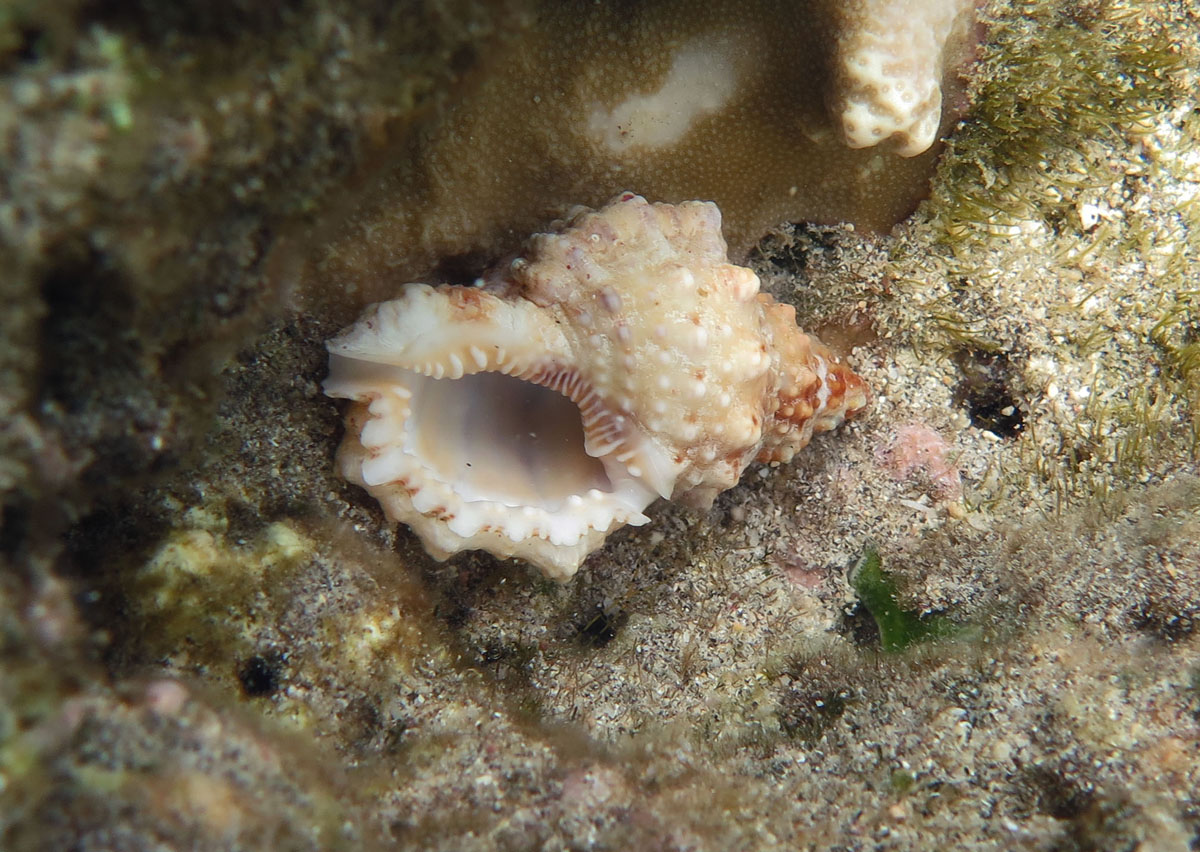
Tutufa nigrita juvénile
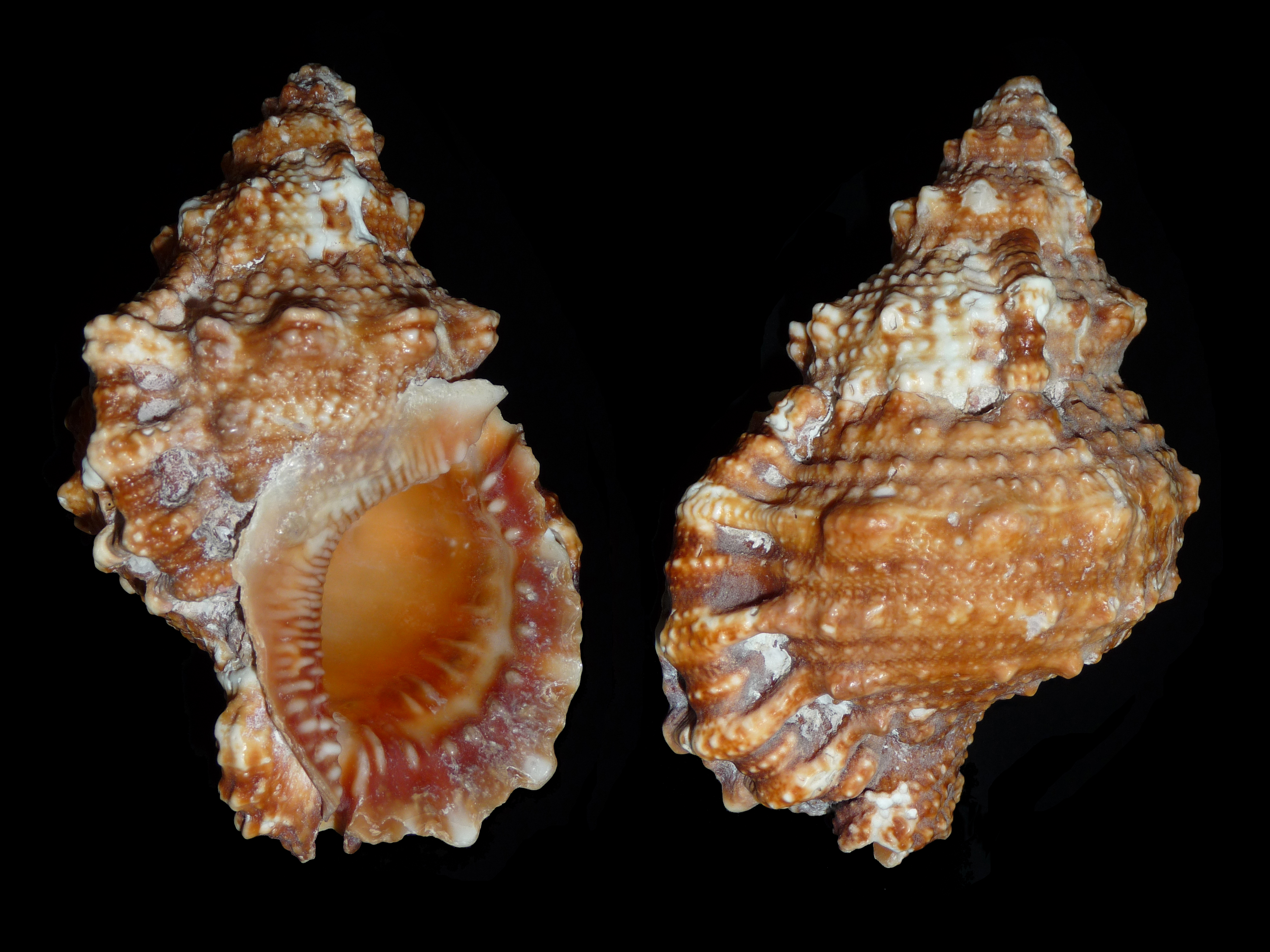
Tutufa rubeta
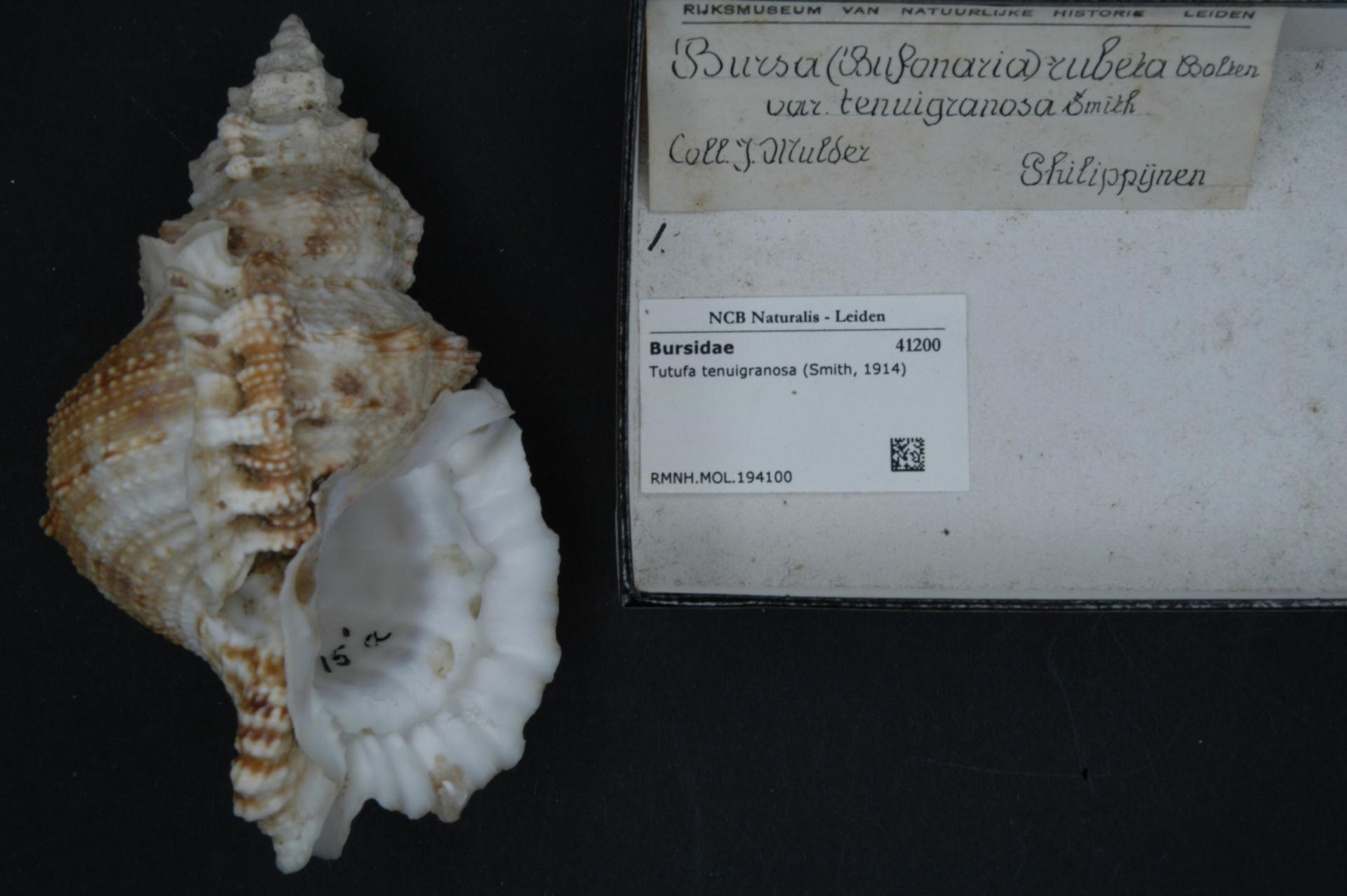
Tutufa tenuigranosa